# St. Placiduskirche (Disentis)

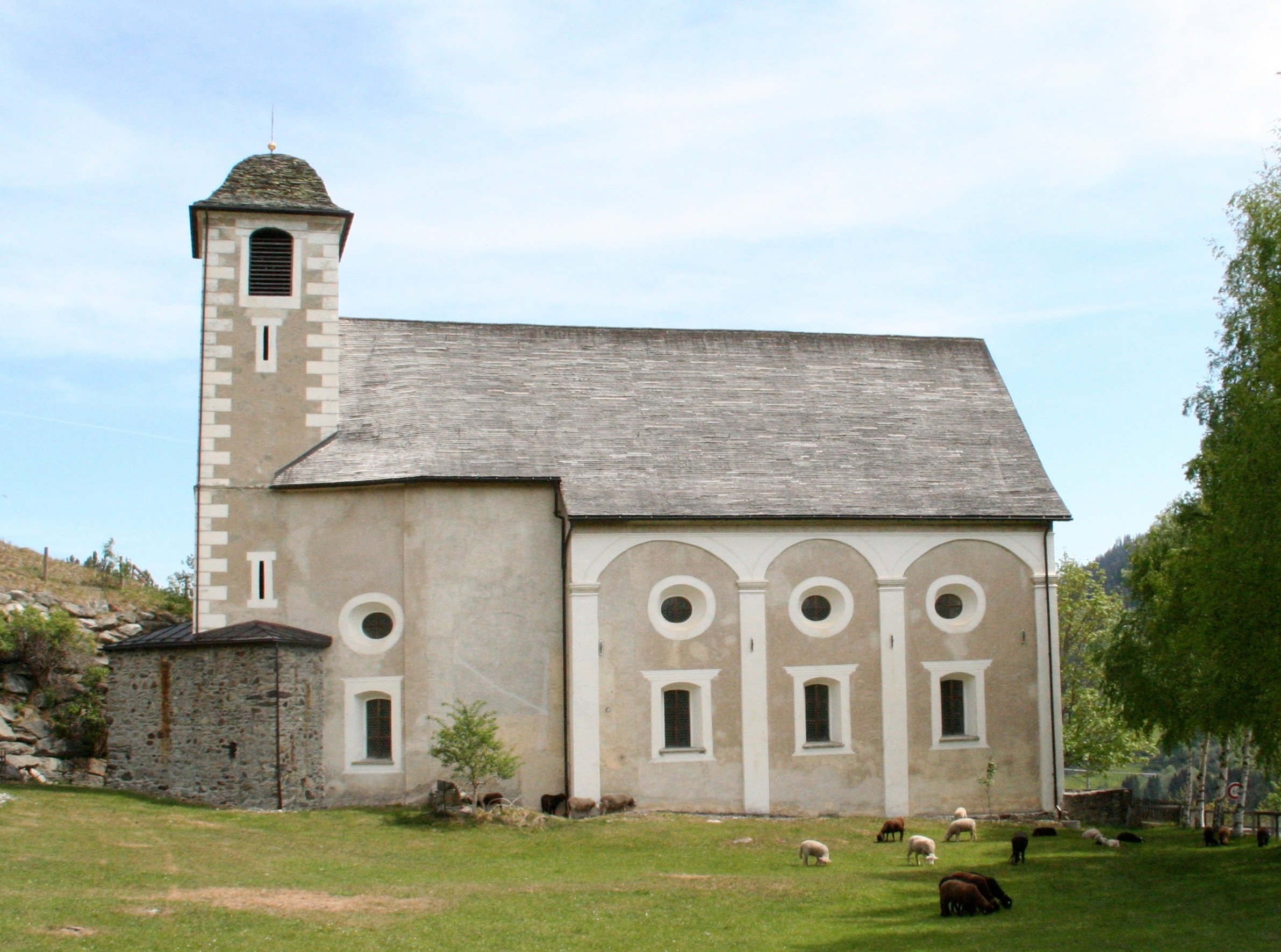
Ansicht von Westen

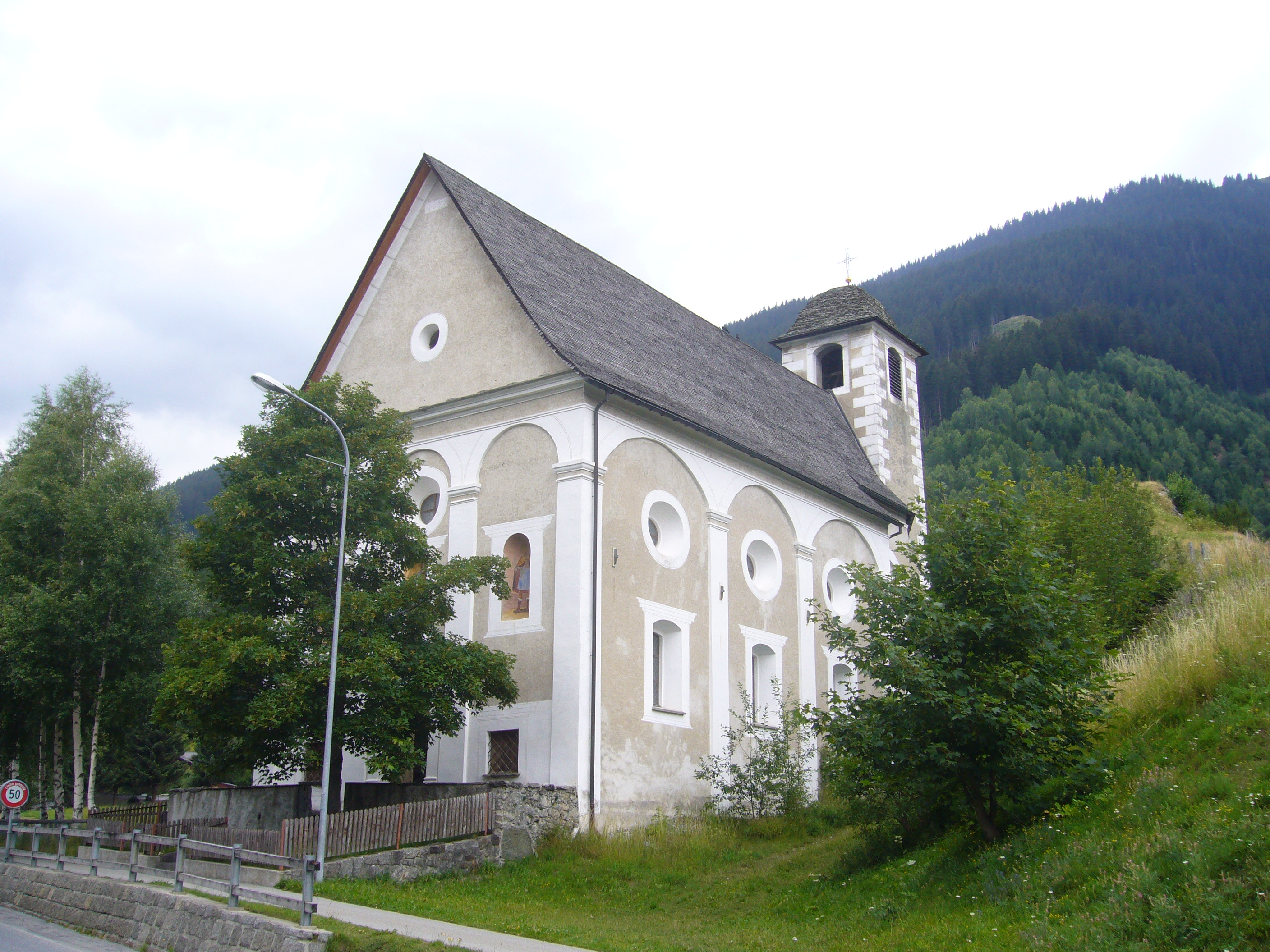
St. Placiduskirche

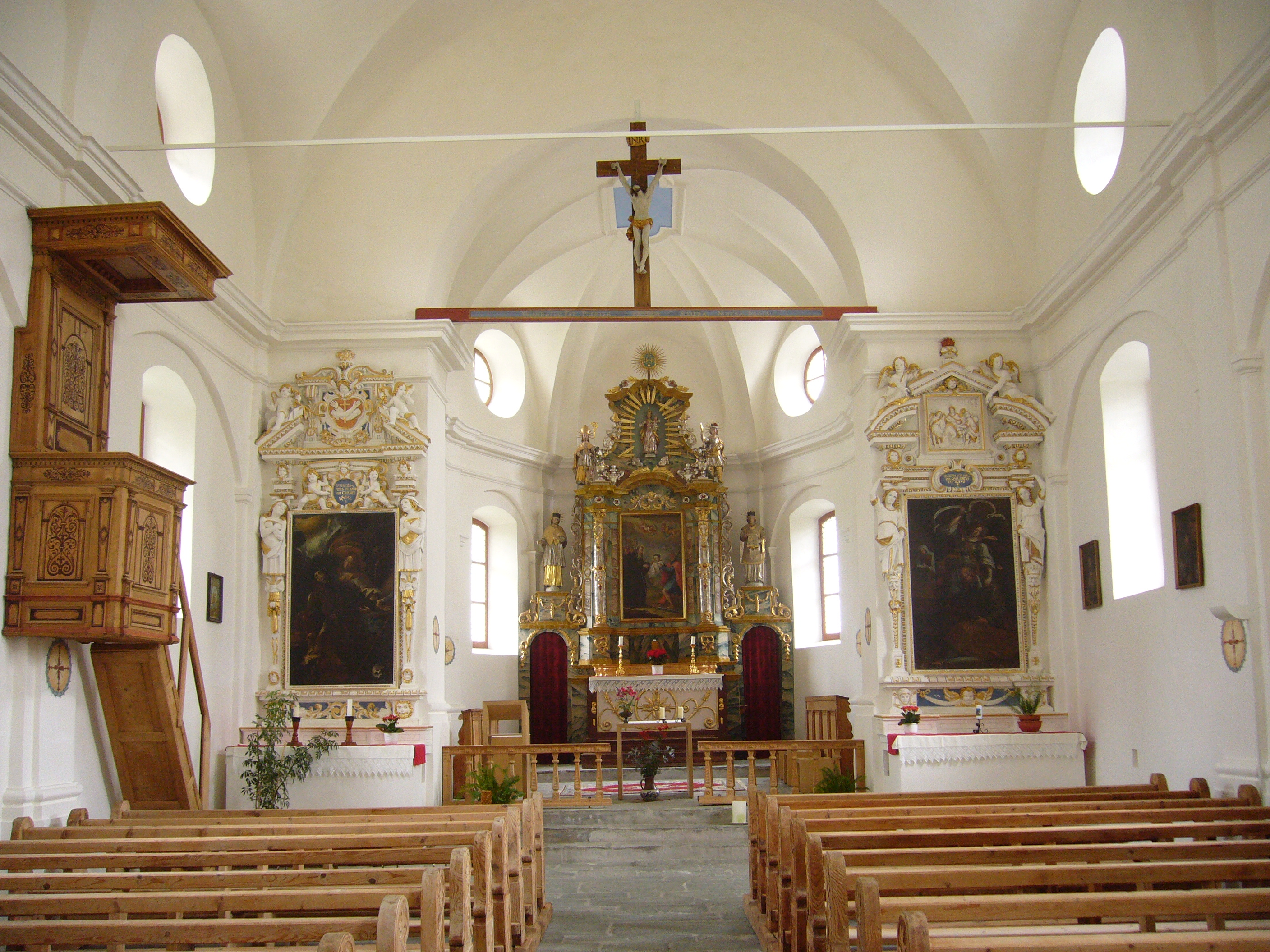
St. Placiduskirche

Die St. Placiduskirche (rätoromanisch Baselgia S. Placi) ist eine Kirche in Disentis in der Surselva im schweizerischen Kanton Graubünden. Sie steht am östlichen Dorfrand beim Wildbach aus dem Val Plaz.

## Geschichte
An der angeblichen Stelle des Martyriums des heiligen Placidus von Disentis um 720 wurde im 9. Jahrhundert (804?) eine Kapelle errichtet, die im Januar 1458 durch eine Lawine zerstört wurde. Sie wurde im bisherigen Umfang wieder aufgebaut. Bei Grabungen wurden 1923 eine karolingische Saalkirche mit halbrunder Apsis nachgewiesen. Mit dem barocken Neubau wurde 1655 begonnen; die alte Kapelle wurde abgerissen. Geweiht wurde die Kirche am 3. September 1658. Architekt war Domenico Barbieri aus Roveredo im Misox. 1990 bis 1993 wurde die Kirche restauriert.
Anders als die beiden Vorgängerbauten ist die Kirche in der Längsachse nach Norden ausgerichtet, damit ihr massiver Turm als Lawinenbrecher wirken kann.  Rechts und links der Eingangstüren sind Malereien der Klosterheiligen Sigisbert von Disentis und Placidus angebracht. Lediglich die beiden Seitenaltäre stammen aus der Zeit um 1655. Der Hochaltar stammt aus der zweiten Hälfte des 18. Jahrhunderts, die Kanzel aus der Zeit um 1800.
An der Stelle der Gräber der zwei Heiligen entstand um 720 das Kloster Disentis.